# Martin Gerzabek

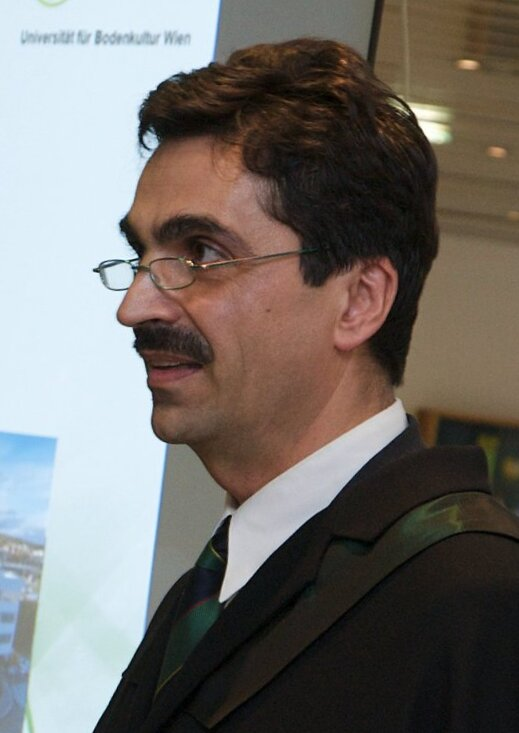
Martin Gerzabek bei der Inauguration 2010

Martin Gerzabek (* 9. Juni 1961 in Wien) ist ein österreichischer Ökologe und Bodenkundler. Er ist Professor für Ökotoxikologie und Isotopenanwendung und war von 2010 bis 2018 Rektor  an der Universität für Bodenkultur Wien. Seit Juli 2019 ist er Präsident der Christian Doppler Forschungsgesellschaft.

## Leben
Gerzabek studierte Landwirtschaft/Pflanzenproduktion an der Universität für Bodenkultur Wien, wurde 1985 zum Dipl.-Ing. graduiert und 1987 auf Basis seiner Dissertationsarbeit (Die Pflanzenverfügbarkeit von Magnesium) zum Dr. der Bodenkultur (Dr. nat. techn.) promoviert. Von 1984 bis 1993 war Gerzabek als wissenschaftlicher Mitarbeiter am Forschungszentrum Seibersdorf (heute AIT, Austrian Institute of Technology) am Institut für Landwirtschaft als Leiter der Arbeitsgruppe Bodenforschung tätig. Nach der Habilitation für das Fachgebiet Bodenkunde an der Universität für Bodenkultur Wien auf Basis seiner Arbeiten zum Schadstoffverhalten im Boden wurde er mit der Leitung des Arbeitsgebietes Agrarforschung am AIT betraut. Von 1997 bis 2003 leitete er dann die Abteilung Umweltforschung. 2001 erfolgte der Ruf auf den neu geschaffenen Lehrstuhl für Umwelttoxikologie und Isotopenanwendung am Institut für Bodenforschung, Department Wald- und Bodenwissenschaften der Universität für Bodenkultur Wien. Von 2003 bis 2010 wirkte Gerzabek als Vizerektor für Forschung, von 2009 bis 2010 als geschäftsführender Rektor und schließlich von 2010 bis 2018 als Rektor der Universität für Bodenkultur Wien.
Er war 2010 bis 2018 Gründungspräsident des Netzwerkes der Lebenswissenschaftlichen Universitäten Zentral- und Südosteuropas (ICA-CASEE) und war 2010–2016 Vizepräsident von ICA (European Association of Life Science Universities); 2011 war er Vizepräsident der Donaurektorenkonferenz (Danube Rectors’ Conference) und 2012 deren Präsident. Er war Mitglied des Boards der Euroleague for Life Sciences (ELLS), dessen Vorsitzender er von 2009 bis 2010 war. Im Jahr 2009 wurde Gerzabek als korrespondierendes Mitglied der mathematisch-naturwissenschaftlichen Klasse in die Österreichische Akademie der Wissenschaften berufen. Ebenfalls war er 2009–2018 er Vizepräsident der ÖVAF (Österreichische Vereinigung für Agrar-, Lebens- und Umweltwissenschaftliche Forschung). Für seine wissenschaftliche Tätigkeit wurde Gerzabek vielfach ausgezeichnet, so zum Beispiel 2004 mit dem „Pro Merito“ Ehrenzeichen in Gold für besondere Verdienste um den Strahlenschutz, 2006 durch die Verleihung der Ehrenmitgliedschaft der Österreichischen Bodenkundlichen Gesellschaft für herausragende Verdienste um die Bodenkunde in Österreich sowie 2011 mit der Emil-Ramann-Medaille der Deutschen Bodenkundlichen Gesellschaft. 2015 wurde er in die Academia Europaea und in die Deutsche Akademie der Technikwissenschaften (acatech) und 2019 als Ehrenmitglied der Romanian Academy of Agricultural and Forestry Sciences gewählt. Seit 2016 ist Gerzabek Honorary Member der International Union of Soil Sciences (IUSS). Er ist mehrfacher Ehrendoktor zentral- und osteuropäischer Agraruniversitäten (Dr. h. c. mult., siehe Abschnitt Ehrungen und Auszeichnungen).
Im Juni 2017 wurde Hubert Hasenauer zum Rektor der Universität für Bodenkultur Wien gewählt, er folgte mit 1. Februar 2018 Martin Gerzabek in dieser Funktion nach. Mit 1. Juli 2019 folgte Gerzabek dem Physiker Reinhart Kögerler als Präsident der Christian Doppler Forschungsgesellschaft (CDG) nach.
Für die Funktionsperiode 2023 bis 2028 wurde er Mitglied des Universitätsrates der Technischen Universität Wien.

## Forschungs- und Publikationsschwerpunkte
- Radioökologie: insbesondere Untersuchung der Mobilität von Radionukliden im System Boden-Pflanze; Modellierung der Transferpfade zum Menschen;
- Organische Bodensubstanz und Humuschemie: Charakterisierung von Huminstoffsystemen mittels physikalischer und chemischer Methoden. Einfluss der Bodenentwicklung und des Klimawandels auf die Humusdynamik und die Bodenfunktionen;
- Verhalten von Schwermetallen, Radionukliden und organischen Schadstoffen im Boden; Methoden der Sanierung kontaminierter Standorte.

## Schriften
Martin Gerzabek ist Autor und Koautor von ca. 510 wissenschaftlichen Publikationen, davon sind rund 260 Artikel in referierten bodenkundlichen und umweltwissenschaftlichen Fachzeitschriften, 58 Buchbeiträge, 4 Buchherausgeberschaften und zahlreiche Konferenzproceedings.
Beispiele neuerer Veröffentlichungen:
- mit I. Djukic, F. Zehetner und A. Mentler: Microbial community composition and activity in different Alpine vegetation zones. In: SOIL BIOL BIOCHEM. 42(2), 2010, S. 155–161.
- mit F. Strebl, M. Tulipan und S. Schwarz: Quantification of organic carbon pools for Austria’s agricultural soils using a soil information system. In: Canadian J Soil Science. 85, 2005, S. 491–498.
- mit R. S. Antil, I. Kögel-Knabner, H. Knicker, H. Kirchmann und G. Haberhauer: How are soil use and management reflected by soil organic matter characteristics: a spectroscopic approach. In: European Journal of Soil Science. 57, 2006, S. 485–494.
- mit M. Tatzber, M. Stemmer, H. Spiegel, C. Katzlberger, F. Zehetner, G. Haberhauer, K. Roth und E. Garcia-Garcia: Decomposition of Carbon-14-Labeled Organic Amendments and Humic Acids in a Long-Term Field Experiment. In: SOIL SCI SOC AMER J. 73(3), 2009, S. 744–750.
- mit D. Tunega, G. Haberhauer und H. Lischka: Formation of 2,4-D complexes on montmorillonites - an ab initio molecular dynamics study. In: EUR J SOIL SCI. 58, 2007, S. 680–691.
- mit D. Tunega, G. Haberhauer, K. U. Totsche und H. Lischka: Model study on sorption of polycyclic aromatic hydrocarbons to goethite. In: J COLLOID INTERFACE SCI. 330(1), 2009, S. 244–249.
- mit F. Zehetner und G. J. Lair: Rapid carbon accretion and organic matter pool stabilization in riverine floodplain soils. In: GLOBAL BIOGEOCHEM CYCLE. 23, 2009, GB4004
- Global soil use in biomass production: opportunities and challenges of ecological and sustainable intensification in agriculture. In: Die Bodenkultur. 65, 2014, S. 5–15.
- mit A. Sündermann, R. Solc, D. Tunega, G. Haberhauer und C. Oostenbrink: Vienna Soil-Organic-Matter Modeler - Generating condensed-phase models of humid substances. In: Journal of Molecular Graphics and Modeling. 62, 2015, S. 253–261.
- mit Tatzber, M., Stemmer, M., Spiegel, H., Katzlberger, C., Landstetter, C., Haberhauer, G. (2012): 14C-labeled organic amendments: Characterization in different particle size fractions and humic acids in a long-term field experiment. Geoderma 177–178, 39–48
- mit Waldner, G., Friesl-Hanl, W., Haberhauer, G. (2012): Differences in sorption behavior of the herbicide 4-chloro-2-methylphenoxyacetic acid on artificial soils as a function of soil pre-aging. Journal of Soils and Sediments 12(8), 1292–1298.
- mit Djukic, I, Zehetner, F, Watzinger, A, Horacek, M. (2013): In situ carbon turnover dynamics and the role of soil microorganisms therein: a climate warming study in an Alpine ecosystem. FEMS MICROBIOLOGY ECOLOGY 83/1, 112–124.
- mit Sündermann, A., Solc, R., Tunega, D., Haberhauer, G., Oostenbrink, C. (2015): Vienna Soil-Organic-Matter Modeler – Generating condensed-phase models of humic substances. Journal of Molecular Graphics and Modelling 62, 253–261
- mit Schuhmann, A., Gans, O., Weiss, S., Tank, J., Klammler, G., Haberhauer, G. (2016): A long-term lysimeter experiment to investigate the environmental dispersion of the herbicide chloridazon and its metabolites—comparison of lysimeter types. J Soils and Sediments 16(3), 1032–1045.
- mit Candra, I N., Ottner, F., Tintner, J., Wriessnig, K., Zehetner, F. (2019): Weathering and soil formation in rhyolitic tephra along a moisture gradient on Alcedo Volcano, Galápagos. Geoderma 343, 215–225
- mit Galicia-Acdrés, E., Oostenbrink, C., Tunega, D. (2021): On the adsorption mechanism of humic substances on kaolinite and their microscopic structure. Minerals 11, 1138. doi:10.3390/min11101138

## Ehrungen und Auszeichnungen
- 2006: Ehrenmitglied der Österreichischen Bodenkundlichen Gesellschaft
- 2011: Emil Ramann-Medaille der Deutschen Bodenkundlichen Gesellschaft
- 2011: Ehrendoktor der Georgian State Agrarian University in Tiflis
- 2011: Ehrendoktor der Tschechischen Agraruniversität Prag
- 2011: Ehrendoktor der Universitatea de Științe Agricole și Medicină Veterinară Cluj-Napoca
- 2012: Aufnahme in die Bruderschaft von Santa Maria dell’Anima („Animabruderschaft“)
- 2012: Ehrendoktor der Landwirtschaftlichen und Veterinärmedizinischen Universität Iași
- 2015: Großes Goldenes Ehrenzeichen für Verdienste um die Republik Österreich
- 2016: Ehrenmitglied der International Union of Soil Sciences
- 2017: Goldener Ehrenring der Stadt Tulln
- 2018: Goldenes Komturkreuz des Ehrenzeichens für Verdienste um das Bundesland Niederösterreich[5]
- 2021: Ehrenring der Universität für Bodenkultur Wien
- 2023: Wirkliches Mitglied der Österreichischen Akademie der Wissenschaften[6]